# Dobeno, Brežice
Dobeno este o localitate din comuna Brežice, Slovenia, cu o populație de 55 de locuitori.